# Krvno sodstvo
Krvno sodstvo (nemško Blutgericht) je bila oblika sodnih procesov, ki se je uveljavila v poznjem srednjem veku. To sodstvo je razsojalo o življenju in smrti obtoženega in je sodilo posebno hudim zločincem. Ime je dobilo po tem, da so obtoženega lahko kaznovali s smrtjo.
Za priznanje zločinov je krvno sodstvo od konca 12. stoletja dalje uporabljalo tudi mučenje, preiskovalci pa so si neredko pomagali z enakimi metodami kot inkvizicija, zaradi česar je postalo zelo razvpito.
Odredbe krvnega sodstva so izdajala mesta ali zemljiški posestniki, šele bamberška odredba o krvnem sodstvu iz leta 1507 je vsebovala reformo krvnega sodstva in nekoliko omilila do tedaj izjemno krute kazenske postopke. Nadaljnje reforme je vpeljal cesar Karel V. Habsburški, ki je s svojo Constitutio criminalis Carolina iz leta 1532 še dodatno omilil postopke.